# Mokra Sura
Die Mokra Sura (ukrainisch Мокра Сура; russisch Мокрая Сура Mokraja Sura) ist ein 138 km langer, rechter Nebenfluss des Dnepr im Zentrum der Ukraine.
Der Fluss mit einem Einzugsgebiet von 2830 km² entspringt unweit südlich von Werchiwzewe in der Oblast Dnipropetrowsk im Südosten des Dneprhochlands und mündet 14 km südlich von Dnipro zwischen Dniprowe im Norden und Woloske (ukrainisch Волоське) im Süden in den zum Saporischja-Stausee angestauten Dnepr. 
Die Breite des trapezförmigen Flusstals beträgt 4 bis 4,5 km.

## Nebenflüsse
Rechte Nebenflüsse des Mokra Sura sind die Hruschiwka (ukrainisch Грушівка; 31 km lang, 206 km² Einzugsgebiet), die Komyschuwata Sura (ukrainisch Камишевата Сура; 55 km lang, 639 km² Einzugsgebiet) und die Trytusna (ukrainisch Тритузна; 30 km lang, 239 km² Einzugsgebiet).
Linker Nebenfluss ist der Sucha Sura (ukrainisch Суха Сура; 41 km lang, 431 km² Einzugsgebiet).
| Quelle |

| Mündung |

| Krynytschky |

| Dnipro |

| Kachowkaer Stausee |